# LZ 104
LZ 104, námořním značením L 59, známá také jako Africký zepelín, byla ztužená vzducholoď německého námořnictva, která v roce 1917 uskutečnila rekordní dálkový let nad Afrikou.

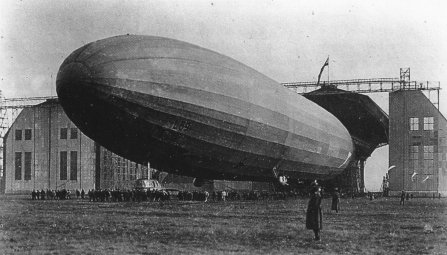
LZ 104

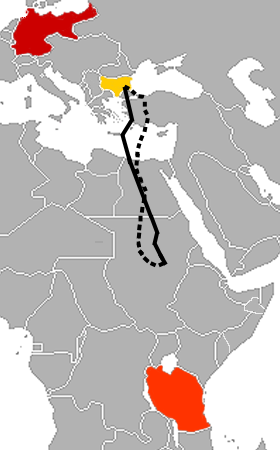
trasa africké cesty LZ 104

LZ 104 byla speciálně upravena k jedinečnému úkolu: dopravit zásoby pro německou armádu pod velením generála von Lettow-Vorbecka, bojující v Německé východní Africe proti britským silám. Pro tento úkol byla ještě během stavby zvětšena, aby unesla kromě posádky a paliva i 14 (podle jiných zdrojů 15 či dokonce 50 tun) tun vojenského materiálu. Tím bylo 30 kulometů, 400000 nábojů, léky a další materiál. Původně měla tento úkol plnit LZ 102 (L 57), která však těsně po dostavění havarovala.
Vzducholoď poprvé vzlétla 10. října 1917. Z německého Friedrichshafenu vzducholoď pilotovaná Hugo Eckenerem vzlétla 3. listopadu a po 29 hodinách letu přistála v bulharském Jambolu. Zde doplnila zásoby a odpoledne 16. listopadu 1917 se vydala přes Turecko do Afriky. Posádku tvořilo 22 mužů, kteří po dopravení zásob měli doplnit africké jednotky. Se zpátečním letem se nepočítalo (vzducholoď by neměla dost paliva ani nosného plynu).
Nedaleko Chartúmu obdržela vzducholoď rádiem rozkaz k návratu. Teprve později se ukázalo, že šlo o omyl, protože německé velitelství patrně obdrželo falešnou zprávu o beznadějné situaci jednotek v Africe.
I tak uletěla vzducholoď 6757 km za 95 hodin, což byl na dlouhou dobu rekord v nonstop letu. 
Později provedla vzducholoď jeden nálet na Itálii, kde svrhla 6350 kg pum. 
7. dubna 1918 z nevysvětlených důvodů vybuchla nad Středozemním mořem nedaleko cíle při náletu na Maltu.

## Technické parametry
- Objem: 68 500 m³
- Délka: 226,5 m
- Průměr: 23,9 m
- Motory: 5 × 240 hp
- Dostup: 8 200 m
- Rychlost: 108 km/h
- Nosnost: 52 100 kg